# Iglesia Bautista Evangélica en Angola
La Iglesia Bautista Evangélica en Angola (en inglés: Igreja Baptista Evangélica em Angola) es una asociación cristiana evangélica de iglesias bautistas en Angola. Ella está afiliada a la Alianza Bautista Mundial. Su sede se encuentra en Luanda.

## Historia
La Unión tiene sus orígenes en una misión británica de la Sociedad Misionera Bautista y la fundación de una iglesia en 1878 en Mbanza Kongo. Fue fundado oficialmente en 1977. En 2008, fue reconocida como interlocutor social del Estado por el gobierno debido a sus acciones en los campos de la educación y la salud. Según un censo de la asociación, en 2023 dijo que tenía 415 iglesias y 174,218 miembros.

## Escuelas
Tiene 34 escuelas afiliadas.

## Servicios de Salud
Tiene un centro ocular en Mbanza Kongo.